# Osjorny (Smolensk)
Osjorny (russisch Озёрный) ist eine Siedlung städtischen Typs in der Oblast Smolensk in Russland mit 5933 Einwohnern (Stand 14. Oktober 2010).

## Geographie
Der Ort liegt etwa 90 km Luftlinie nordnordöstlich des Oblastverwaltungszentrums Smolensk, gut 10 km von der Grenze zur Oblast Twer entfernt. Er befindet sich am linken Ufer des Flüsschens Arschat (Аржать), das über Tschitschatka und Mescha zur Düna abfließt. Östlich der Siedlung wird durch einen etwa 2,5 km langen Kanal Wasser aus der Arschat in den Smolensker Stausee übergeleitet, der in den 1970er-Jahren durch weiteres Aufstauen des früheren Sees Soschno an der Schesniza, einem weiteren linken Nebenfluss der Mescha, entstanden ist.
Osjorny gehört zum Rajon Duchowschtschinski und befindet sich gut 40 km nördlich von dessen Verwaltungszentrum Duchowschtschina. Es ist Sitz der Stadtgemeinde Osjornenskoje gorodskoje posselenije, zu der außerdem die fünf Dörfer Dubowizy (3 km östlich), Gorki (südlich anschließend), Muschizkoje (2,5 km westsüdwestlich), Tabor (1 km südwestlich) und Wischnjowka (1 km südöstlich) gehören.

## Geschichte
Die Siedlung entstand ab etwa 1970 im Zusammenhang mit dem Bau des Wärmekraftwerkes Smolenskaja GRES gut drei Kilometer nördlich, am südwestlichen Ende des als Kühlwassersee für das Kraftwerk geschaffenen Smolensker Stausee. 1973 erhielt Osjorny den Status einer Siedlung städtischen Typs. Der Name bedeutet „See-Siedlung“, von russisch osero für „See“.
Am 12. Januar 1978 nahm der erste Block des Kraftwerks den Betrieb auf. Heute (Stand 2018) hat es eine Leistung von 630 MW, gehört Unipro und ist weiterhin das einzige größere Unternehmen des Ortes.

### Bevölkerungsentwicklung
| Jahr | Einwohner |
| ---- | --------- |
| 1979 | 5352      |
| 1989 | 6829      |
| 2002 | 6380      |
| 2010 | 5933      |

Anmerkung: Volkszählungsdaten

## Verkehr
Osjorny ist heute mit den Stationen Soschno (näher zum Ort) und Promyschlennaja (beim Kraftwerk) wieder Endpunkt einer 100 Kilometer langen, 1979 offiziell in Betrieb genommenen Bahnstrecke von Walutino bei Smolensk an der Strecke Moskau – Minsk – Brest (Belarus). Die in den 1980er-Jahren gebaute Weiterführung nach Scharkowski in der Oblast Twer, Endpunkt einer bereits 1933 eröffneten Eisenbahnstrecke von Semzy an der Strecke Moskau – Welikije Luki – Riga (Lettland) wurde bereits 1995 wieder stillgelegt und bis 2004 weitgehend abgebaut, nachdem der Transport von Braunkohle aus dem Gebiet um Nelidowo zum Kraftwerk über diese Strecke infolge der Einstellung des dortigen Bergbaus entfiel.
Auch ein Schmalspurnetz, das ab 1977 dem Transport von Torf aus einem 15 km östlich gelegenen Moorgebiet zum Kraftwerk und in eine Torfbrikettfabrik am Nordwestrand von Osjorny diente, wurde in den 1990er-Jahren stillgelegt und abgebaut, weil das Kraftwerk 1988 auf Braunkohle umgebaut (heute auch Erdgas) und die Brikettfabrik 1995 geschlossen worden war.
Durch Osjorny verläuft die Regionalstraße 66K-15, die von der föderalen Fernstraße M1 zwischen Smolensk und Jarzewo über Duchowschtschina kommend weiter zur Grenze der Oblast Twer und dort als 28K-0113 über Bely und Nelidowo zur föderalen Fernstraße M9 führt. Über eine Lokalstraße besteht in Richtung der früheren Bahnstrecke Verbindung nach Scharkowski.